# Piccolo mondo antico (film 1941)
Piccolo mondo antico è un film del 1941 diretto da Mario Soldati.
Il soggetto del film, con protagonisti Alida Valli e un esordiente Massimo Serato, è tratto dall'omonimo romanzo di Antonio Fogazzaro.

## Trama
Lago di Lugano, Valsolda, 1850. Franco Maironi, di famiglia nobiliare, sposa in segreto e contro il volere della nonna - la ricca e filoaustriaca marchesa Orsola - la giovane Luisa, di origini borghesi. Quando i due neosposi si presentano alla marchesa, questa li caccia di casa e disereda Franco. A quel punto il prof. Gilardoni, amico di famiglia, mostra a Franco le prove dell'esistenza di un testamento falsificato dalla nonna: testamento del marchese, che nominava Franco erede universale, in quanto alla moglie non veniva lasciata che "una sola lira al giorno" finché fosse vissuta, con una pungente allusione ai suoi numerosi "amici e corteggiatori", che avrebbero potuto mantenerla al posto suo. 
Franco, però, rifiuta di servirsene, per non disonorare il nome dei Maironi rivelando l'infedeltà della nonna, ed ordina al Gilardoni di non dire nulla a Luisa. Senza denaro, i due sposi vengono accolti a casa di Piero, zio di Luisa, funzionario asburgico.
Passano alcuni anni: Franco e Luisa hanno avuto una bambina, Maria, che tutti chiamano Ombretta. La famiglia vive dello stipendio dello zio Piero, ma le evidenti simpatie filoitaliane di Franco provocano le reazioni della polizia austriaca, che perquisisce l'abitazione, trovando volantini proibiti. Franco evita l'arresto, ma ciò porta, come sollecitato dalla marchesa Maironi, al licenziamento dello zio Piero. Luisa apprende la vicenda del testamento, ma ancora una volta Franco impone di non fare nulla e decide di trasferirsi a Torino per lavorare a contatto con i fermenti risorgimentali al tempo della guerra di Crimea. Le sue lettere, con cui invia il denaro alla famiglia, vengono però intercettate e sequestrate dalla polizia austriaca, tanto che anche Luisa deve trovarsi un lavoro da copista di atti notarili.
Quando viene informata che la marchesa si trova nella zona, Luisa, esasperata ed incurante del volere di Franco, decide di affrontarla personalmente. Ma proprio in quel mentre, Ombretta, rimasta sola per un banale malinteso, annega in riva al lago. Luisa, che si sente responsabile della morte della figlia, cade in una sorda disperazione. Neppure l'arrivo di Franco, che, informato della tragedia, è rientrato a casa passando dalla Svizzera, le è di qualche conforto: la donna si chiude in sé stessa e abbandona anche la fede in Dio. 

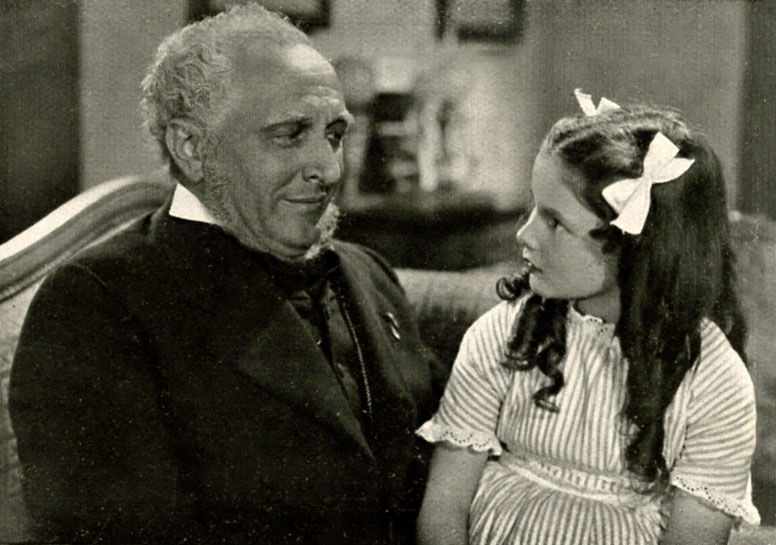
Annibale Betrone con Mariù Pascoli in una foto di scena del film

La scena della perquisizione notturna in casa di Franco e Luisa

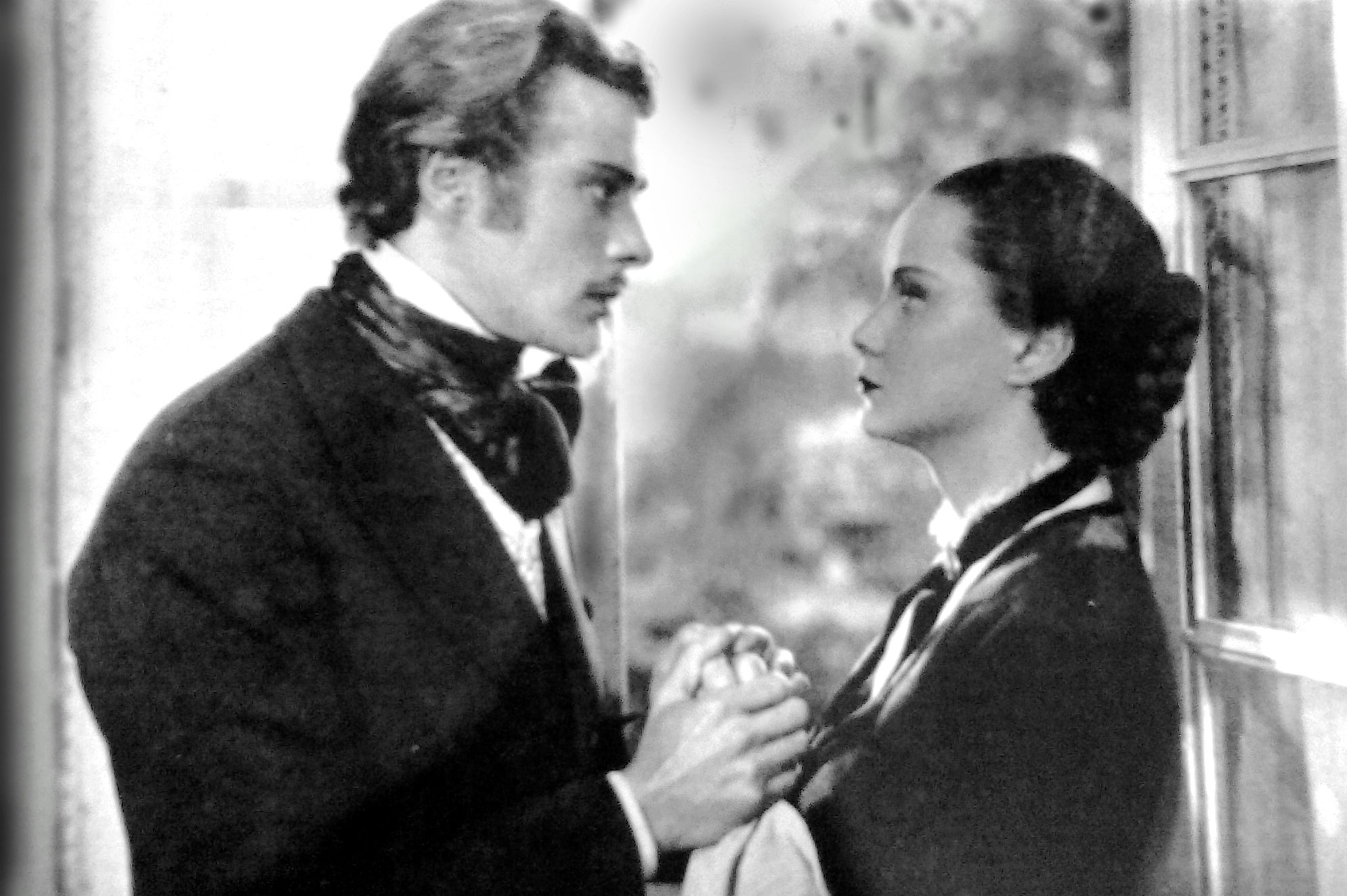
Massimo Serato ed Alida Valli in un primo piano del film

Poco dopo la marchesa, durante un incubo nel quale le appare la bimba che la incolpa della disgrazia, viene colpita da un malore mortale. Si pente delle sofferenze provocate e confessa ad un sacerdote di voler ripristinare il nipote come erede, chiedendo perdono. Ma neanche questo riavvicina la coppia. Franco riparte per Torino assieme a due amici, sfuggendo all'arresto.
Per tre anni Luisa resta chiusa nel suo dolore. Poi, nel 1859, riceve una lettera in cui Franco la informa di essersi arruolato con i piemontesi per partecipare alla guerra di indipendenza. Temendo di cadere in battaglia, suo marito chiede di raggiungerlo sul lago Maggiore per quello che potrebbe essere il loro ultimo incontro. La giovane dapprima rifiuta, poi, anche per le insistenze dello zio, si reca all'appuntamento. Tra i coniugi rinasce quel sentimento che sembrava perduto e la mattina dopo Luisa, commossa e partecipe, saluta il marito che parte per la guerra.

## Produzione
Piccolo mondo antico nacque dalla collaborazione di due società di produzione, una già affermata, l'altra quasi agli inizi. La più antica era la ICI, fondata a Roma nel 1934 e diretta da Roberto Dandi. Aveva già al suo attivo alcuni importanti titoli di successo del periodo (Cavalleria, nel 1936 e Addio giovinezza nel 1940, tra gli altri), oltre ad aver tenuto a battesimo il Soldati regista producendo nel 1939 il primo film da lui interamente diretto (Dora Nelson). Nonostante il taglio "leggero" della maggior parte delle opere sino ad allora realizzate, sarà proprio la ICI a finanziare nel 1942 il capolavoro drammatico di Visconti Ossessione, unanimemente indicato come una svolta per il cinema italiano.
L'altra società, la milanese A.T.A., era stata fondata nel 1937 e Carlo Ponti ne fu per qualche tempo l'amministratore. Nel 1940 ne facevano parte «alcuni giovani, che volevano investire dei soldi nel cinema» (tra cui Leonardo Bonzi, marito della Calamai ed il fotografo Federico Patellani), per i quali questo sarà il primo film prodotto. Ponti fu il produttore esecutivo e, come ha ricordato lo stesso regista, «ha seguito con passione tutta la lavorazione del film».
Le riprese iniziarono il 10 settembre 1940 con gli esterni che furono realizzati ad Oria ed a San Mamete, frazioni di Valsolda sul versante italiano del lago di Lugano. Ci furono problemi per la scena finale dell'arrivo del vascello con i volontari, che si inclinò pericolosamente in quanto le poche comparse erano tutte spostate su un lato. Nella seconda metà di ottobre la troupe si trasferì a Torino negli stabilimenti Fert di viale Lombardia, dove la lavorazione subì qualche rallentamento a causa delle incursioni aeree sulla città.

### Scelta del soggetto
Soldati ha raccontato in diverse occasioni come nacque la trasposizione di Piccolo mondo antico nel cinema. Egli si trovò a scegliere tra due possibili regìe: il romanzo di Fogazzaro oppure un film sulle gesta dei corrispondenti di guerra, basato su un soggetto (che definirà «orrendo e un po' fascista») scritto dal giornalista Lamberti Sorrentino, e non ebbe esitazioni benché non conoscesse il romanzo. Solo dopo aver firmato il contratto - ha raccontato Soldati - egli lesse il libro. «Mia madre - ha detto - possedeva tutto Fogazzaro e lo adorava. Forse per farle dispetto io ne avevo letto solo un libro di poesie, bruttissime». La lettura lo impegna per una notte intera e lo commuove.
I romanzi di Fogazzaro avevano una buona popolarità. Secondo i dati forniti da Cristina Bragaglia ne Il piacere del racconto - cit. in bibliografia, p. 111 e seg. - dal 1918 al 1943 dei romanzi pubblicati dallo scrittore vicentino Piccolo mondo antico era quello più letto, con una diffusione, per i tempi, rilevante: 80.000 copie vendute. Seguono Daniele Cortis con 70.000, e Malombra con 60.000 copie. Nonostante tale successo ed il tempo trascorso dalla loro pubblicazione, essi non trovarono facilmente la strada dello schermo.
Solo per Malombra era stata realizzata nel 1917 una edizione diretta da Gallone con Lyda Borelli, prima che Soldati ne facesse nel 1942, la seconda versione, interpretata da Isa Miranda, nell'ambito del suo "trittico fogazzariano". Piccolo mondo antico, invece, non era mai stato avvicinato dal cinema né ai tempi del muto, né dopo, un'assenza che, secondo la Bragaglia, poteva esser dovuta al fatto che la Chiesa aveva messo all'indice le opere dello scrittore vicentino. Soldati completò il "trittico" nel dopoguerra, quando nel 1947 diresse Daniele Cortis, anch'esso per la prima volta sullo schermo.

### Sceneggiatura
La sceneggiatura del film fu l'occasione - come ha scritto Gian Piero Brunetta - per la «ricomposizione sul terreno cinematografico di un gruppo di letterati che già alla fine degli anni Venti aveva tentato di elaborare un'idea di cultura aperta alle influenze straniere». Vi si ritrovano infatti Mario Bonfantini, amico del regista sin dai tempi giovanili con cui Soldati firmerà poi molti dei film realizzati negli anni Quaranta, ed Emilio Cecchi, intellettuale attivo nel cinema sin da quando, nel 1931, era stato nominato direttore della Cines. Partecipò a tale elaborazione anche Alberto Lattuada, che poi sarà l'aiuto regista del film. Il lavoro, nel quale intervenne saltuariamente anche Filippo Sacchi, critico cinematografico del Corriere della Sera, venne svolto dapprima a Volesio, sul lago di Como, poi a Roma.
Paradossalmente, uno dei pochi ad esprimere antipatia per la Pascoli fu proprio Soldati: «È la cosa che mi rompe le scatole in modo terribile - dichiarò più di trent'anni dopo - e credo che sia il difetto più grande del film, la bambina». Dopo il successo in Piccolo mondo antico la bimba fu subito chiamata ad interpretare altri film, ma la sua avventura cinematografica si chiuse rapidamente dopo sole altre quattro pellicole.

### Cast artistico
Inizialmente Soldati aveva pensato di affidare la parte di Luisa ad Elena Zareschi. Esistono contrastanti versioni dei motivi per cui si arrivò invece alla Valli. Secondo la Zareschi, lei era stata già scelta, ma poi fu scartata per ragioni commerciali in quanto, come le fu scritto in una lettera inviatale da un collaboratore del film, «abbiamo dovuto sacrificarti sull'altare del noleggio». Diverso il ricordo di Soldati: «Io volevo la Zareschi. Dandi mi propose Alida Valli che secondo me non andava bene. Le feci comunque un provino e capii che Dandi aveva ragione». Per la diciannovenne attrice istriana, «che la produzione di serie stava sprecando in commediole alla Durbin», il ruolo di Luisa Rigey è «il definitivo "giro di boa" che affronta e supera con una prova da grande attrice», per la quale riscuoterà unanimi consensi e riceverà il Premio nazionale per Cinematografia quale migliore attrice dell'anno. Sarà la stessa attrice a riconoscerne il valore, definendola «un episodio che rimase una perla isolata in una parure di strass». La convincente prova la segnalò anche all'estero: ricevette infatti un'offerta per andare a lavorare alla Fox, ma lei rifiutò la possibilità di trasferirsi negli USA.
Per Massimo Serato il film di Soldati fu il primo da protagonista a cui arrivò in modo - a suo dire - casuale a seguito di un incontro con Poggioli, ma la sua prova, al contrario di quella della Valli, riscosse giudizi contrastanti: considerato da un lato «giovane, bello, modi raffinati, si candida ad essere uno degli interpreti meno espressivi del nostro cinema: ingessato, legnoso, difetta di impostazione vocale», dall'altro «fisicamente ideale e bravissimo: il suo stile espressivo ha una distinzione rara ed una sobrietà esemplare». La partecipazione a Piccolo mondo antico fu comunque decisiva per la sua carriera, che decollò proprio dopo tale interpretazione.

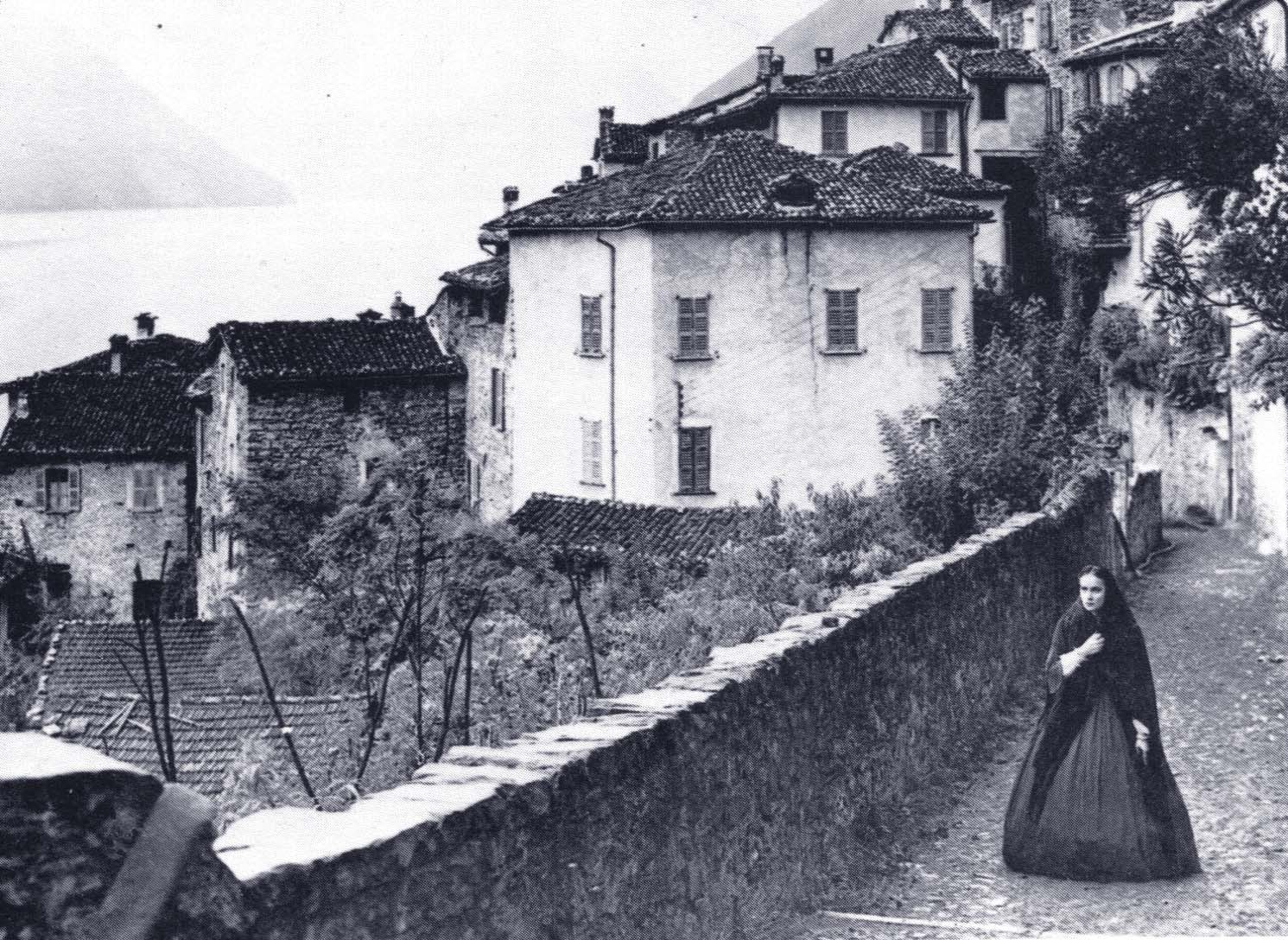
Per Alida Valli, qui nella drammatica scena dello scontro con la marchesa, il film di Soldati costituì una svolta della carriera artistica

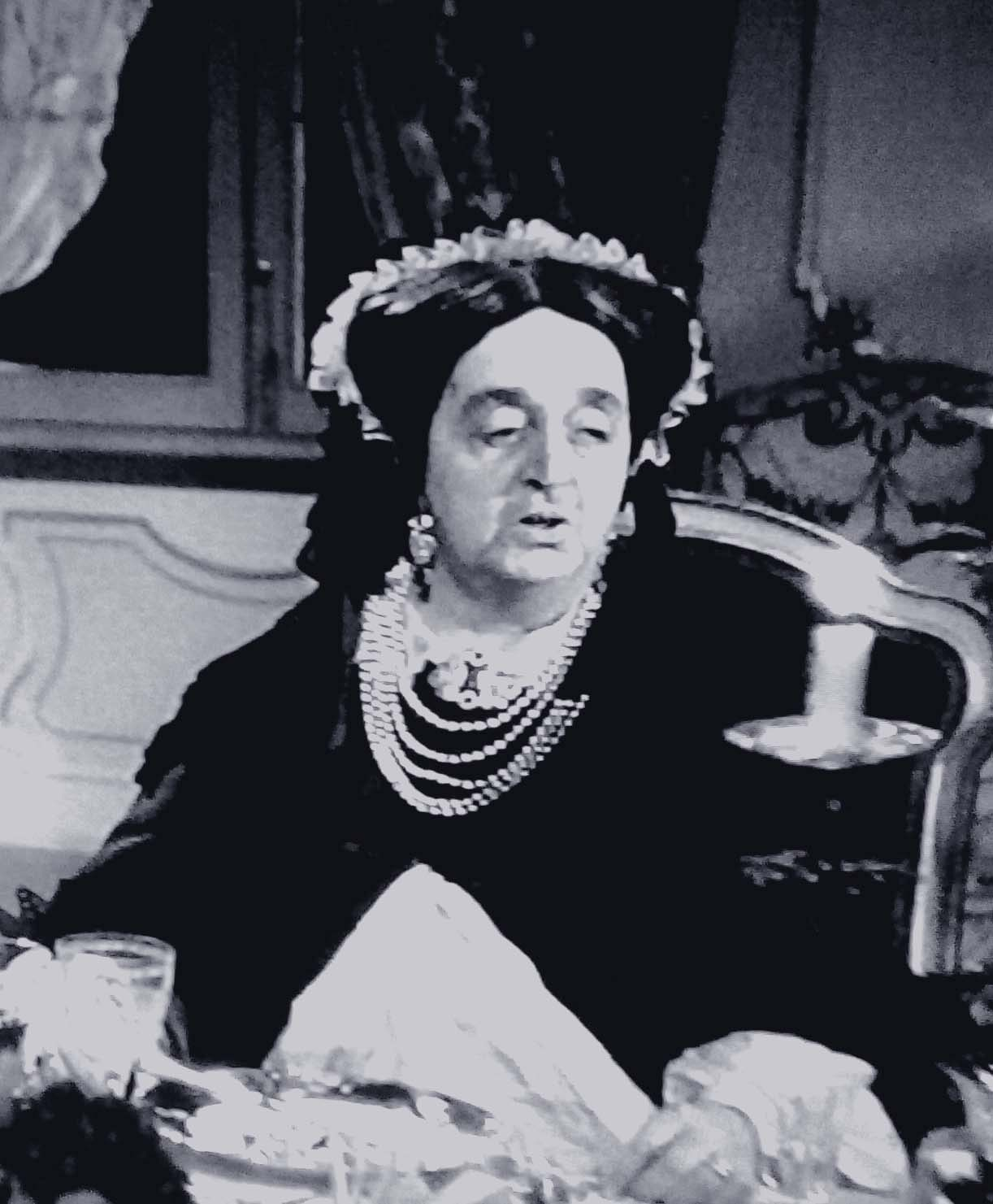
Ada Dondini ottenne un notevole successo per la sua interpretazione della spietata marchesa Orsola Maironi.

Oltre ai due interpreti principali, lavorò in Piccolo mondo antico anche un nutrito gruppo di ottimi caratteristi, quasi tutti di formazione teatrale. «Il ruolo essenziale dei caratteristi in questo film (e in generale nel cinema di Soldati) - ha scritto Malavasi - deriva da una costante ricerca di esattezza del gesto, dell'ambiente, dell'atmosfera». Tra tutti spiccò la prestazione di Ada Dondini nel ruolo della spietata marchesa Orsola, considerata la migliore della carriera dell'attrice, per la quale ricevette lodi unanimi sia dalla critica del tempo, che retrospettivamente. Diversi dialoghi in dialetto, timida contestazione del "purismo linguistico" voluto dal Regime nel cinema, fecero emergere anche altri interpreti, tra cui Elvira Bonecchi, caratterista che veniva da decenni di teatro dialettale "meneghino".

### Cast tecnico
Piccolo mondo antico fu anche una "scuola" per futuri cineasti, ad iniziare da Alberto Lattuada. Sia lui che Soldati hanno più volte raccontato l'episodio della scelta come aiuto regista, che avvenne nel corso di un viaggio in treno che essi fecero da Milano a Torino per visionare gli studi Fert. Lattuada, a sua volta, propose a Soldati come assistente un suo conoscente appassionato di cinema che si chiamava Dino Risi, ed anche per il futuro regista de Il sorpasso questa fu la prima volta sul set. Poiché mancava ancora un assistente, la scelta cadde su Lucio De Caro, che divenne poi giornalista, ma negli anni Settanta tornò al cinema per sceneggiare, tra l'altro, alcuni film "poliziotteschi". Il film, dunque, fu «un ponte di lancio per le giovani energie che ormai conquistata una preparazione tecnica di prim'ordine, sognavano quelle mete che dovevano essere raggiunte solo dopo l'amara esperienza di una guerra perduta»
Una "prima volta" fu anche quella di Maria de Matteis, che dopo essere stata a lungo allieva ed assistente di Sensani, firmò come co - titolare i costumi di Piccolo mondo antico, inaugurando una serie di film in cui dà mostra di uno «sbalorditivo professionismo (in cui) le stoffe quadrettate di Alida Valli, la sua figura astratta, contrastano con le linee opulente della Dondini, carica di gioielli e manicotte», una prestazione che poi ripeterà un anno dopo, ancora con Soldati, creando gli abiti per Malombra. Come la stessa de Matteis ha ricordato, fu lei a disegnare materialmente i costumi, che furono poi confezionati in una sartoria di Firenze, dopo averne parlato per due giorni con il suo maestro. Il forte impegno produttivo fu testimoniato anche dalla presenza contemporanea di due operatori della fotografia, uno per gli interni (Carlo Montuori) ed un altro per gli esterni (Arturo Gallea) a cui qualche commentatore attribuì «alcuni degli esterni più belli di tutto il cinema italiano».
Secondo molti commentatori il film risulta abbastanza fedele rispetto al romanzo. «La "ratio" che ha regolato la trasposizione cinematografica di Piccolo mondo antico - ha scritto Antonio Costa - si fonda sulla ricerca di un delicato equilibrio tra la fedeltà allo spirito del romanzo ed un rispetto delle esigenze del cinema. (...) Soldati trova la giusta via per non rimanere invischiato nelle descrizioni minute di ambienti, situazioni ed atmosfere riguardanti i personaggi minori». Anche il regista rivendicò la sostanziale fedeltà all'opera di Fogazzaro: «Abbiamo fatto solo pochissimi tagli: la morte dello zio Piero e quella della madre di Luisa. Per il resto è fedelissimo».
Va comunque segnalato che molte delle scene girate durante le riprese subirono poi tagli in sede di montaggio, ed alcune di esse sparirono del tutto. Non è infatti infrequente trovare sulla stampa dell'epoca immagini di scena ed inquadrature che poi sono assenti nell'edizione definitiva.
Alcune ambientazioni sono diverse: l'incontro tra la marchesa ed un funzionario austriaco nel film avviene a Milano (si vede il Duomo dalla finestra), mentre nel libro avviene a Brescia: quello tra la stessa marchesa e Gilardoni, che effettua un lungo e difficoltoso viaggio invernale trascurato dal film, avviene a Lodi e non a Milano.
L'incidente mortale di Ombretta è causata nel libro da una distrazione di Gilardoni e della sua fidanzata e non da un malinteso tra Luisa e lo zio Piero. In seguito alla morte di Ombretta, è ancora Gilardoni a svolgere delle sedute spiritiche, nelle quali Luisa cerca lo spirito della figlia, ed anche di questo non v'è traccia nel film. Dopo la morte della bambina, la nonna di Franco, pentita, vuole rivedere il nipote; nel film Franco non la incontra più, mentre nel libro egli la vede prima di tornare a Torino, ma l'incontro non ha esito, perché la donna dice a Franco che "lo perdona", mentre sarebbe il nipote a doverla perdonare.
Per necessità di sintesi cinematografica, anche la scena dell'incontro di Franco e Luisa sul lago Maggiore é diversa nel film, dove vi è meno spazio alle esitazioni di Luisa che, nel libro, è accompagnata dallo zio, il quale morirà dopo aver visto Franco partire con i volontari. Infine, nel libro è chiaro che la riconciliazione tra Franco e Luisa si concretizza in una nuova gravidanza, mentre nel film questo fatto è soltanto lasciato immaginare.

### Rapporti con il regime
La scelta di portare sullo schermo le aspirazioni risorgimentali contro il dominio austriaco comportò la preoccupazione di urtare la sensibilità degli alleati tedeschi. «La scelta del Risorgimento antiaustriaco - ha scritto Morreale - più centrale nel film che nel libro, ha di per sé un sapore provocatorio nel pieno dell'Asse Roma - Berlino». La questione si pose sin da quando la sceneggiatura fu sottoposta al vaglio della "censura preventiva". Essa, tuttavia, venne elegantemente risolta da Luigi Freddi, al tempo Direttore Generale per la cinematografia, il quale, in una lunga ed articolata relazione, diede il "via libera", argomentando che, siccome l'Austria non esisteva più (annessa alla Germania nel 1938 con l'Anschluss), «la riesumazione di quella lotta (risorgimentale, ndr) non può più ledere gli interessi spirituali di un popolo scomparso come Stato e come nazione», mentre esisteva un «parallelismo della formazione nazionale unitaria di due popoli (italiano e tedesco, ndr)». Gli sceneggiatori furono sorpresi dell'approvazione, dovendo rinunciare solo a qualche battuta, tra cui un "Viva la libertà!" che fu sostituito da un "Viva la Svizzera!".
Il successo di Piccolo mondo antico e le conseguenti imitazioni posero anche la questione dei film in costume di produzione italiana la cui quantità, prima modesta, aumentò a partire proprio dal 1940, tanto che il fenomeno meritò un "avvertimento" anche da parte del Ministro della cultura popolare Pavolini nel suo "Rapporto sulla cinematografia" tenuto il 3 giugno 1941 a Cinecittà: «Troppi film in costume, si è detto: se guardiamo le cifre, l'allarme è in parte giustificato (...) Noi non possiamo che tendere verso un cinema che sia specchio della società attuale».

## Accoglienza
Le riprese terminarono nella prima metà di dicembre, dopo circa 11 settimane di lavorazione e la pellicola passò al montaggio tra la fine del '40 ed i primi mesi del '41. La "prima" nazionale avvenne il 10 aprile 1941 a Vicenza, in omaggio alla città natale di Fogazzaro, alla presenza del regista e dei due principali interpreti, che - narrano le cronache - furono "assediati" da una folla entusiasta nell'albergo che li ospitava. Dopo questo esordio, esso incontrò un notevole consenso di critica e riscosse, nonostante il periodo di guerra, anche un grande successo di pubblico.

### Incassi
Benché non siano disponibili dati ufficiali sull'esito economico del film - mancanti per tutte le pellicole realizzate in Italia prima della guerra - molti elementi indicano che Piccolo mondo antico ebbe un grande successo commerciale. Già nel primo trimestre successivo alla sua uscita sugli schermi il film salì al terzo posto, quanto ad incasso, tra tutti quelli prodotti nell'anno in Italia. L'introito, seppur riferito soltanto al 2º trimestre 1941, era di 5.430.000 lire dell'epoca, dietro soltanto a La corona di ferro di Blasetti, che aveva incassato poco di più di 8 milioni ed alla Nave bianca dell'esordiente Rossellini, con circa 6 milioni e mezzo. 
L'ottimo esito commerciale del film fu riferito anche da Roberto Dandi, uno dei produttori, in un articolo nel quale citava i dati sugli “exploit” di introito che il film registrò ovunque nei primi giorni di programmazione, da Milano (incasso di 149.500 lire) a Roma (77.800 lire), da Torino (88.100 lire) a Napoli (52.500 lire), motivandoli con la scelta qualitativa: «I grandi film - sosteneva Dandi - rappresentano oggi il più sicuro investimento per il capitale: le opere di alta classe sono destinate ad avere successo di pubblico (...) che accorre con entusiasmo nelle sale ove si proiettano i film che escono dall'ordinario».

### Critica

#### Giudizi contemporanei
Piccolo mondo antico fu accolto con lodi e commenti generalmente favorevoli, in qualche caso entusiasti. I giudizi contemporanei sul film non risentirono neppure di quella tendenza critica che invece, solo un anno dopo, lanciò contro Soldati ed altri registi del tempo, l'accusa di "calligrafismo", cioè di una deliberata e colpevole fuga dalla drammatica realtà italiana, tramite il ricorso a vicende tratte da opere letterarie del passato.
Tra i commenti più trascinanti vi fu quello di Adolfo Franci, spesso inflessibile nei suoi giudizi: «sciogliamo le nostre campane in segno di festa (...) il film di Soldati non soltanto non reca alcuna offesa al romanzo, ma ne richiama assai bene la suggestione, rievoca con particolare rigore i temi poetici ed umani, i sentimenti che si agitano ed i luoghi che ad essi fanno da sfondo. Le difficoltà da superare non erano poche, tecniche ed artistiche. Si può dire che tutte sono state superate con eguale bravura». In tal modo, secondo il commento de La Stampa, «ne è venuto fuori un film che rende onore al nostro cinema e che ne è certo una delle opere più importanti», un film «di fattura eccellente, una bella e nobilissima fatica di quanti vi hanno lavorato». Apprezzamento anche da La Tribuna, secondo cui «il regista ha rielaborato così accuratamente la vicenda ed ha ricreato con tanta gustosa consapevolezza l'ambiente che difficilmente si potrebbe pensare ad una migliore realizzazione cinematografica del romanzo».
«La verità - è stato scritto sul Corriere della Sera da Filippo Sacchi (che aveva anche collaborato alla sceneggiatura, pur senza essere accreditato) - è che tutti eravamo un po' in apprensione per questo film. Bisognava tradurre e non tradire, voltare in una forma esteriore e visiva, per la quale non era stata fatta, una immaginazione letteraria (...) dare corpo a personaggi che da 46 anni vivono nella fantasia dei lettori italiani, di ogni età e di ogni ceto. Per me l'assunto è pienamente riuscito. In tutto ciò che veramente conta era difficile conciliare più degnamente e con più rispetto l'anima del libro e le necessità commerciali». Lodi anche da Film: «Piccolo mondo antico si può considerare la definitiva consacrazione di Soldati; tratto con intelligenza e spirito poetico dell'immortale romanzo, è riuscito a crearsi una sua ben congegnata individualità cinematografica». Tra coloro che apprezzarono il film anche lo scrittore Ennio Flaiano, che giudicò «ottima la recitazione, diligente la fattura, convincente ed ampio il racconto. Non si sbaglia nel dire che questo film - difetti compresi - è il più sensato che sia mai stato fatto in Italia».
Qualche riserva fu espressa da Bianco e nero, che, pur riconoscendo che «il film è riuscito bene, ha convinto, ha riacceso le speranze nella nostra cinematografia», rilevò come «il dramma di Franco e Luisa perda il suo carattere spirituale e di dissidio d'anime per precipitare in un dissidio di interesse (per cui) la trascrizione cinematografica dell'edificio originario ha ricostruito soltanto la facciata». Analogo il giudizio di Cinema che definì il film «un'opera che non pecca un momento solo quanto a gusto; la cura delle inquadrature, il senso del paesaggio, della composizione pittorica, l'ambientazione perfetta. Di bei pezzi è pieno tutto il film e ci si sente dietro il gusto del regista». Tuttavia, aggiunge, «ci sembra che l'ampio materiale fornito dal racconto non sia stato sciolto in racconto quanto sarebbe stato desiderabile».

#### Commenti successivi
Georges Sadoul ha scritto che Piccolo mondo antico, assieme a Malombra e a Un colpo di pistola di Castellani, «è il miglior film del filone "calligrafico" dei primi anni quaranta. La cura della sceneggiatura, che sfrondava di tutte le ridondanze retoriche l'opera di Fogazzaro, della ricostruzione dell'epoca, della direzione degli attori, ne fecero allora un successo notevole».
Con gli anni Piccolo mondo antico fu generalmente considerato uno dei migliori film di Soldati, per qualcuno «la sua prova più riuscita», che ne promuove la «definitiva consacrazione». «Comincia qui - secondo Malavasi - in modo più preciso ed aderente il racconto di quella Italia "piccola", appartata e provinciale, a cui Soldati si dedicherà per tutta o quasi la sua carriera, prima di intervistarla personalmente nella fase televisiva». In un raffronto internazionale il film viene considerato un «prodotto professionalmente impeccabile che conserva, anche a distanza di anni, lo smalto formale e la presa spettacolare di un bel film di costume di Cukor e di Brown».
Tuttavia alcuni commenti fanno riferimento al drammatico periodo in cui esso fu realizzato ed alla polemica sul "calligrafismo", cioè di un «movimento che resta nel suo complesso solo una testimonianza di intelligente desiderio di evasione più che di volontà di lotta». Anni dopo, anche il Mereghetti lo considera «uno dei risultati migliori della tendenza "calligrafica", che reagì al clima fascista rivolgendosi alla letteratura nazionale ottocentesca ed esplorando con attenzione le possibilità formali del mezzo cinematografico».

## Riconoscimenti
Bonfantini, Cecchi, Lattuada e Soldati ricevettero il "Premio nazionale della cinematografia italiana", istituito dal Ministero della cultura popolare per i vari settori del cinema, quale migliore sceneggiatura tra i film italiani della stagione 1940-41, un riconoscimento che veniva consegnato in occasione della giornata inaugurale della Mostra di Venezia.